# Acordo Ortográfico de 1945
O Acordo Ortográfico de 1945 é uma convenção ortográfica assinada em Lisboa em 6 de outubro de 1945 entre a Academia das Ciências de Lisboa e a Academia Brasileira de Letras. Este acordo, ligeiramente alterado pelo decreto-lei n.º 32/73, de 6 de fevereiro, estabeleceu as bases da ortografia portuguesa para todos os territórios portugueses (que à data do acordo e até 1975 compreendiam o território europeu de Portugal e as províncias ultramarinas portuguesas — na Ásia e África). No Brasil, o Acordo Ortográfico de 1945 foi aprovado pelo decreto-lei 8.286 de 5 de dezembro de 1945. Entretanto, o texto nunca foi ratificado pelo Congresso Nacional, continuando os brasileiros a regular-se pela ortografia do Formulário Ortográfico de 1943. O texto foi posteriormente revogado pela lei 2.623, de 21 de outubro de 1955.
Na tentativa de pôr cobro às diferenças ortográficas entre Portugal e o Brasil, como resultado da adoção em Portugal da Reforma Ortográfica de 1911, foram feitos diversos encontros entre as Academias dos dois países, dos quais resultou um acordo preliminar assinado em 1931. No entanto, como os vocabulários que se publicaram, em 1940 (pela Academia das Ciências de Lisboa) e em 1943 (pela Academia Brasileira de Letras), continham ainda algumas divergências, houve necessidade de novas reuniões, em Lisboa, que deram origem ao Acordo Ortográfico de 1945.
Com a celebração do Acordo Ortográfico de 1990 entre os países lusófonos, e a entrada em vigor deste em Portugal a 13 de maio de 2009, definiu-se um período de transição de seis anos entre as duas normas. Assim sendo, o Acordo Ortográfico de 1945 perdeu a validade legal em Portugal a partir de 12 de maio de 2015, depois em Cabo Verde, devendo entretanto continuar válido em Angola, Moçambique e nos demais países que o seguem, até que ocorra a definitiva implantação do posterior Acordo Ortográfico de 1990 em todos estes países.

## Mudanças introduzidas
O Acordo Ortográfico de 1945 pretendia alcançar uma unificação ortográfica absoluta por meio de concessões mútuas das duas ortografias então vigentes, sendo que as alterações no Brasil seriam muito mais profundas que as de Portugal por causa de, majoritariamente, duas largas alterações, uma revertiria a supressão de consoantes mudas introduzida pela reforma brasileira em 1943 que tornavam a grafia de muitas palavras incompatível com a prosódia de Portugal e a outra substituiria todos aqueles acentos circunflexos antes das letras M e N divergentes da norma portuguesa por acentos agudos em virtude a esta. Além disso, foi feita uma simplificação da acentuação com mudanças que atingiam ambos os países. Porém, como o Brasil acabou não aplicando as alterações, essa simplificação só ocorreu em Portugal, de modo que o Acordo teve o efeito oposto ao pretendido, com o aumento das diferenças ortográficas.

### Mudanças que afetaram apenas Portugal
- Deixou-se novamente de conservar o H inicial em palavras derivadas como deshumano e rehaver, que se passaram a escrever desumano e reaver.[2]
- As formas de terceira pessoa do plural do presente do indicativo dos verbos ter e vir, que poderiam ser escritas tanto tẽem e vẽem como têm e vêm, foram inteiramente padronizadas em têm e vêm com as formas teem e veem agora sendo consideradas incorretas, e isso se estende aos seus derivados também: conteem → contêm, interveem → intervêm. Com isso, a pronúncia de têm e vêm em duas sílabas ([tɐ̃j̃ɐ̃j̃] e [vɐ̃j̃ɐ̃j̃] ou [tẽj̃ẽj̃] e [vẽj̃ẽj̃]) ficaram sendo consideradas como dialetais.
- Passou-se a exigir a inclusão de consoantes mudas em um pequeno número de palavras em que não eram pronunciadas em Portugal, mas o eram no Brasil, quer geral, quer restritamente (caracteres, cacto, tecto).
- Abolição das sequências iniciais emm, enn, imm e inn em palavras como emmagrecer, ennovelar, immergir e innovação, que passaram a ser emalar, enegrecer, imergir e inovação respectivamente. Nessas palavras, a primeira letra da dupla servia para marcar a nasalização da vogal precedente. No entanto, o mm e o nn sobreviveram nas palavras comummente e connosco.
- Perdeu-se o acento agudo na terminação verbal iu, quando vinha após outra vogal: caíu, influíu e atraíu tornaram-se caiu, influiu e atraiu.
- Reintrodução do ditongo oral nasal ãe que se havia tornado ãi, então mãi e cãis voltaram a escrever-se mãe e cães.[2]
- Reintrodução do ditongo oral ui no lugar de ue, ou seja, azues e retribue voltaram a escrever-se azuis e retribui.[2]
- Regularização do emprego do hífen que até o momento era bem ambíguo quanto ao seu uso em Portugal, tal demarcador era encontrado em palavras como contra-torpedeiro e sub-director (o Brasil já o havia padronizado em 1943, inclusive a padronização deste acordo de 1945 era extremamente baseada na de 1943).
- Abolição de Z em fim de sílaba átona e X em fim de sílaba com valor de S depois de qualquer vogal que não E, ou seja, azteca, Bizcaia, juxtaposição e mixto se tornaram asteca, Biscaia, justaposição e misto.
- Abolição do acento em I tónico de hiato quando seguido por NH, assim moínho e raínha tornaram-se moinho e rainha
- Abolição do acento agudo no ditongo ói paroxítono quando não fosse invariavelmente aberto em ambos os países, por exemplo, combóio passou a ser comboio, devido ao fato que ainda que se pronunciasse combóio em Portugal, pronunciava-se "combôio" no Brasil, isto também ocorreu com outras palavras como dezóito, atual dezoito.
- Eliminação do acento grave que era raramente utilizado para distinguir palavras homógrafas, mas não homófonas, especificamente naqueles casos onde a divergência não estava na vogal tônica, senão numa átona, pois em Portugal vogais de timbre aberto podem vir em sílabas átonas também, então àbada, desàbar, mòlhada, pègada, prègar e prèguntar perderam seus acentos; no substantivo mòlhada que deriva de molho, por exemplo, o Ò estava ali para diferenciá-la do verbo molhada, de molhar.
- Nomes toponímicos e antroponímicos, quando oxítonos, deixaram de escrever-se com Z no final, Tomaz e Garcez se tornaram Tomás e Garcês na escrita culta, lembrando que a grafia de nomes próprios teoricamente ainda estariam na escolha do indivíduo.[2]
- Algumas palavras isoladas foram alteradas, por exemplo, gibóia e quási foram padronizados em jibóia e quase.

### Mudanças que afetariam apenas o Brasil
- Reintrodução das consoantes mudas que se encontravam em muitas palavras como o C em accionar, direcção, exacto, objecção e projecto, ou como o P em adoptar, assumpcionista, baptizar, excepção e óptimo.
- Padronização do acento agudo, em vez do acento circunflexo, quando vinha nas letras E ou O antes de um M ou um N que variava entre timbre aberto e fechado nas pronúncias da língua, isto aconteceria na maioria das palavras com vogais acentudas antes destas letras como bônus, cômodo, efêmero, gênero, gênio, fenômeno, tênis e muito mais, todas estas palavras tornar-se-iam bónus, cómodo, efémero, género, génio, fenómeno e ténis respectivamente na escrita brasileira.
- Abolição do acento agudo no ditongo ói paroxítono quando não fosse invariavelmente aberto em ambos os países, por exemplo, estróina passaria a ser estroina, devido ao fato que ainda que se pronunciasse estróina no Brasil, pronunciava-se "estrôina" em Portugal; esta mudança não afetaria o Brasil tanto como afetou Portugal.
- Introdução do acento agudo em verbos da primeira pessoal do plural para indicar que tal flexão era do pretérito perfeito e não do presente: falámos, dançámos, notámos, observámos e tentámos.
- Leves e pequenas alterações em como o hífen funcionava, arquiinimigo e semiintegral teriam um esclarecido hífen adicionado entre suas vogais iguais, portanto arqui-inimigo e semi-integral.
- Deixar-se-ia de usar o travessão em encadeamentos vocabulares para que se usasse o hífen: “a estrada Rio de Janeiro–Petrópolis”, “a linha aérea Brasil–Argentina” e “o percurso Barcas–Tijuca” seriam então escritos “a estrada Rio de Janeiro-Petrópolis”, “a linha aérea Brasil-Argentina” e “o percurso Barcas-Tijuca” respectivamente.
- Algumas palavras isoladas seriam alteradas, por exemplo, alforje e berinjela seriam padronizados em alforge e beringela.

### Mudanças que afetariam ambos países
- Abolição do acento circunflexo diferencial em palavras como côrte, êle, fôrça, govêrno e sôbre com somente algumas palavras específicas tendo seus acentos diferenciais mantidos como pára, pélo(a/s), pêlo, pêra e pólo.
- No Brasil, há a ompleta abolição do acento agudo no ditongo éi quando paroxítono devido a divergências entre pronúncias, isto ocorreria tanto na terminação éia quanto na terminação éico, palavras como assembléia, idéia e coréico tornar-se-iam assembleia, ideia e coreico.
- No Brasil, há a abolição do acento agudo em I e U tónicos precedidos de ditongo decrescentes em paroxítonas, como em bocaiúva, feiúra, hauína e tauísmo sendo mantida a grafia de oxítonas como Piauí, teiú e tuiuiú.
- Abolição do acento grave (Brasil) ou trema (Portugal) para indicar que o U é pronunciado em palavras como agùentar/agüentar, argùição/argüição, freqùente/freqüente e tranqùilo/tranqüilo, passando a aguentar, arguição, frequente e tranquilo respectivamente. A grafia Güiana foi desautorizada.
- Desautorização da marcação do hiato átono de palavras como constituïção/constituìção, faïscar/faìscar, abaülado/abaùlado e saüdar/saùdar.
- No Brasil, dispensa do acento circunflexo na terminação ôo, como em abençôo, enjôos, remôo e vôos.
- Dispensa de acento na vogal tónica U, quando, numa palavra paroxítona, precedida de i e seguida de s e outra consoante: semiústo → semiusto.
- Regras do emprego de letras maiúsculas e minúsculas seriam levemente alteradas, por exemplo, disciplinas escolares quando geralmente aplicadas deixariam de ser escritas com maiúsculas: matemática em vez de Matemática, geografia em vez de Geografia, etc.

## Índice do Acordo Ortográfico de 1945
Em Portugal, o texto do Acordo Ortográfico de 1945 é composto por três partes:
- Decreto 35.228, de 8 de Dezembro de 1945: composta por uma introdução mais cinco artigos, explicitou os princípios de fixação para a grafia da língua portuguesa, fixada a data de 1 de Janeiro de 1946 para sua entrada em vigor.
- Documento n.º 1: reúne as conclusões complementares, tomadas pela Conferência Interacadémica de Lisboa para a unificação ortográfica da Língua Portuguesa, divididas em três partes:
  - Parte Primeira: composta por seis itens, estabeleceu os princípios para a implantação e a criação do texto do Acordo Ortográfico de 1945: dentre eles, a proibição de grafias duplas ou alternativas, consentimento no tocante aos regionalismos, denominados «lusismos» e «brasileirismos» e do procedimentos para a elaboração do Acordo.
  - Parte Segunda: composta por 51 itens, faz um resumo prévio do conteúdo presente em cada uma das bases do Acordo.
  - Parte Terceira: explicita a necessidade de solução de certas questões morfológicas.

- Documento n.º 2: contém as Bases Analíticas do Acordo Ortográfico de 1945.
  - Base I: fixa o alfabeto português em 23 letras, autorizando o k, o w e o y somente em vocábulos estrangeiros e seus derivados, tais como kantismo, darwinismo, byroniano etc., desautorizando o uso das letras vernáculas equivalentes nesses derivados;
  - Base II: também se refere aos vocábulos derivados de nomes estrangeiros, mas neste caso são as sequências consonânticas ou letras dobradas inexistentes na língua portuguesa: comtista, jeffersónia, etc.;
  - Base III: do uso do h inicial (em função da etimologia), da adopção convencional: hã?, etc., de seu não emprego quando inicia uma palavra unida a um prefixo (inábil, desumano) ou de conjugações mesoclíticas na posição inicial, assim como da sua manutenção no início de palavras a um prefixo pelo hífen;
  - Base IV: manutenção dos digramas de origem hebraica ch, th e ph, quando não invariavelmente mudos;
  - Base V: distinções gráficas entre ch/x, g/j, s/ss/c/ç/x, do facto de nunca se grafar com c cedilhado inicial, das distinções entre s/x/z finais e interiores;
  - Base VI: da eliminação das sequências interiores cc/cç/ct/pc/pç/pt quando invariavelmente mudos e de sua manutenção quando pronunciados num país e não no outro ou quando têm valor fonético e/ou valor de tradição ortográfica e similaridade com outras línguas românicas;
  - Base VII: aplicação do mesmo princípio da Base VI às sequências consonantais bd, bt, cd, etc., assim como da simplificação ortográfica de várias outras sequências consonânticas de origem grega;
  - Base VIII: manutenção das consoantes finais b, c, d, g e t, quer sejam mudas ou não;
  - Base IX: emprego do e ou do i e do o ou do u em função da etimologia;
  - Base X: inadmissibilidade da grafia preguntar e de seus derivados e flexões, sempre substituída por perguntar;
  - Base XI: padronização das grafias das flexões do verbo querer e seus derivados;
  - Base XII: regula a forma de se escrever as vogais nasais ã e õ, assim como das representações nasais com vogais seguidas pelas letras m ou n;
  - Base XIII: regula a ortografia dos ditongos orais e e sua acentuação;
  - Base XIV: dispensa do acento agudo nas vogais tónicas i ou u seguidas de l, m, n, r, z, nh paroxítonos ou finais;
  - Base XV: dispensa do acento nas vogais tónicas i ou u paroxítonas precedidas por ditongo;
  - Base XVI: dispensa do acento agudo nos ditongos ei paroxítonos e em certos casos de ditongos oi paroxítonos;
  - Base XVII: imposição do uso de acento agudo para flexões da primeira pessoa do plural do indicativo de verbos da primeira conjugação: "nós amamos" (presente), "nós amámos" (pretérito);
  - Base XVIII: uso do acento agudo diferencial em "pára", "péla", "pélo" e "pólo";
  - Base XIX: o a, o e e o o paroxítonos seguidos por m ou n levam acento circunflexo se esta pronúncia for invariável no Brasil e em Portugal. Em sendo variável a pronúncia, as palavras nessa condição levam sempre o acento agudo;
  - Base XX: regula o uso de tem e vem (singular), oposto a têm e vêm (plural);
  - Base XXI: regula o uso do acento circunflexo nas flexões verbais terminadas em "-êem" e dispensa o uso desse acento em flexões e palavras terminadas por "-oo";
  - Base XXII: regula o uso do acento circunflexo diferencial em "dêmos", "pôde" e dispensa o uso do acento diferencial, excepto as expressamente trazidas no texto do Acordo, em substantivos e verbos homógrafos mas não homófonos;
  - Base XXIII: Uso abolido pelo Decreto-Lei 32, de 6 de Fevereiro de 1973.[3]
  - Base XXIV: uso do acento grave na ocorrência da crase, isto é, as contracções da preposição a com os artigos a ou as e os pronomes aquele(s), aquela(s), aquilo e aqueloutro(s),aqueloutra(s);
  - Base XXV: dispensa do uso de acento grave na palavra Guiana;
  - Base XXVI: dispensa do uso de acento grave no caso de palavras homógrafas e heterófonas;
  - Base XXVII: supressão completa do trema, tanto no caso de hiatos átonos, tanto no caso de marcação da pronúncia do ü nos grupos "gue", "gui", "que" e "qui", mantida apenas a excepção para os derivados de nomes próprios estrangeiros, tais como mülleriano;
  - Base XXVIII: uso do hífen nas palavras compostas;
  - Base XXIX: uso do hífen nas palavras compostas com prefixos de origem grega ou latina;
  - Base XXX: uso do hífen nas palavras com sufixos de origem tupi-guarani;
  - Base XXXI: uso do hífen nas flexões do verbo haver ligadas à preposição de;
  - Base XXXII: uso do hífen em encadeamentos vocabulares, tais como: o percurso Lisboa-Coimbra-Porto, etc.;
  - Base XXXIII: inadmissibilidade do uso do apóstrofo em uniões vocabulares perfeitas ou de uso corrente;
  - Base XXXIV: regula o uso da preposição de quando esta não se funde com pronomes ou advérbios;
  - Base XXXV: uso do apóstrofo para a cisão gráfica de uma contracção ou aglutinação vocabular, como em  d'«Os Lusíadas», pel'«Os Sertões», nada impedindo o uso separado: de «Os Lusíadas», por «Os Sertões».
  - Base XXXVI: possibilidade do uso do apóstrofo para a referência a entidades sagradas: d'Ele, lh'A, etc.;
  - Base XXXVII: uso do apóstrofo no caso da elisão do e em termos como: pau-d'arco, copo-d'água, etc.
  - Base XXXVIII: uso do apóstrofo na elisão de palavras com Santo (Sant'Iago) ou Santa (Sant'Ana), podendo ser fundidos caso haja unidade mórfica;
  - Base XXXIX: uso de maiúsculas para designar raças, povos ou populações e meses do ano;
  - Base XL: uso de maiúsculas em palavras como Fulano, Sicrano ou Beltrano;
  - Base XLI: os nomes de pontos cardeais (escritos com minúsculas) passam a ser grafados com maiúsculas quando designam regiões;
  - Base XLII: uso de maiúsculas para palavras que designem altos conceitos políticos, nacionais ou religiosos;
  - Base XLIII: uso de minúsculas em nomes de disciplinas e ciências, salvo certas excepções;
  - Base XLIV: uso da maiúsculas para obras literárias, periódicos e produções artísticas;
  - Base XLV: uso de maiúsculas para flexões pronominais referentes às entidades sagradas;
  - Base XLVI: uso de maiúsculas para nomes de cargos e títulos;
  - Base XLVII: regras para o uso de maiúsculas para compostos onomásticos;
  - Base XLVIII: a divisão silábica se faz pela soletração e não pela etimologia, com o estabelecimento de regras específicas para certos casos;
  - Base XLIX: o ponto de interrogação e o ponto de exclamação são utilizados apenas em suas formas normais;
  - Base L: garantia da possibilidade de se manter a grafia original de nomes próprios, de marcas e de firmas sociais;
  - Base LI: recomenda a substituição do uso de topónimos estrangeiros pelas equivalentes vernáculas, sempre que existam e/ou possam entrar no uso corrente.

## Aplicação legal

### Em Portugal
Este acordo tornou-se lei em Portugal pelo Decreto n.º 35 228, de 8 de dezembro de 1945. Consequentemente, passou a reger a ortografia de todas as possessões coloniais então sob seu controlo: Angola, Cabo Verde, Guiné, Moçambique, São Tomé e Príncipe, Estado da Índia e Timor. Estes países, após as suas independências, continuaram a reger-se por estas regras.

### No Brasil
No Brasil, o Acordo Ortográfico de 1945 foi aprovado pelo decreto-lei 8.286, de 5 de dezembro de 1945. Entretanto, o texto nunca foi ratificado pelo Congresso Nacional, continuando os brasileiros a regular-se pela ortografia do Formulário Ortográfico de 1943 até 2016, quando passou a valer o Acordo Ortográfico de 1990 .